# Argentina en los Juegos Paralímpicos de Pyeongchang 2018
La participación de Argentina en los Juegos Paralímpicos de Pyeongchang 2018 fue la tercera actuación paralímpica de los deportistas argentinos en los Juegos Paralímpicos de Invierno que se vienen realizando desde 1976. La delegación estuvo conformada por dos atletas, Enrique Plantey en esquí alpino paralímpico y Carlos Codina en snowboard.
Si bien el país no logró ninguna medalla, gracias a la actuación de Carlos Codina en snowboard cross, se obtuvo el primer diploma paralímpico de la historia de la nación en los Juegos Paralímpicos de Invierno.

## Esquí alpino paralímpico
Enrique Plantey clasificó para los Juegos Paralímpicos tras conseguir los puntos necesarios en el Mundial de Esquí Alpino celebrado en Kranjska Gora, Eslovenia. Es la segunda participación olímpica de Plantey, siendo su debut en Sochi 2014.
Plantey finalizó en el undécimo puesto en la categoría de eslalon, mientras que en súper-g, eslalon gigante y súper combinado no logró finalizar.

## Snowboard paralímpico
En Pyeongchang 2018 el snowboard pasara a tener su propia categoría, ya que anteriormente formaba parte del Esquí alpino paralímpico.
Argentina logró clasificar a un atleta, Carlos Codina en Snowboard.
Codina superó su marca lograda en Sochi en snowboard cross, donde superando al abanderado británico Owen Pick avanzó hasta octavos de final, finalizando en el octavo puesto, lo que le valió un diploma paralímpico, el primero de la historia argentina en los Juegos de Invierno.
En la categoría de banked slalom, Codina finalizó decimotercero.